# Kanaren Express
Der Kanaren Express (auch KanarenExpress) war eine Zeitung auf den Kanarischen Inseln, die im Oktober 2017 eingestellt wurde. Tina Straub, Joe Schacher und Henry Cruz gaben sie heraus.

## Geschichte
Die Zeitung erschien als Teneriffa Express am 1. Oktober 2006 mit der Ausgabe 0 erstmals. Anfang 2008 änderte sie ihren Titel in Kanaren Express und enthielt außerdem als Beilage ein Fernsehprogramm deutschsprachiger Fernsehsender in kanarischer Ortszeit. Am 20. Oktober 2017 verkündeten die Herausgeber das Ende sowohl der gedruckten Wochenausgabe als auch der Online-Version. Als Grund wurden Differenzen zwischen den Herausgebern zur inhaltlichen Ausrichtung angegeben.
Der Kanaren Express erschien alle 14 Tage und wurde auf den Inseln Teneriffa, Gran Canaria, Fuerteventura, Lanzarote, La Gomera, La Palma und El Hierro verkauft. Außerdem lagen Druckexemplare gratis vorrangig in Hotels und Restaurants auf Teneriffa aus. Inhaltlich versorgte sie deutschsprachige Residenten und (vorwiegend Langzeit-) Urlauber mit lokalen Nachrichten rund um das tägliche Leben und den aktuellen Geschehnissen auf den Kanarischen Inseln.
Der Kanaren Express war Teil der Island Connections Media Group, zu der auch die seit 1983 14-täglich erscheinende englischsprachige Zeitung "Island Connections" und das monatlich erscheinende englischsprachige Magazin "The Magazine" gehören.